# Цедлиц
Цедлиц (њем. Zedlitz) општина је у њемачкој савезној држави Тирингија. Једно је од 61 општинског средишта округа Грајц. Према процјени из 2010. у општини је живјело 663 становника. Посједује регионалну шифру (AGS) 16076086.

## Географски и демографски подаци
Цедлиц се налази у савезној држави Тирингија у округу Грајц. Општина се налази на надморској висини од 257 метара. Површина општине износи 13,0 km². У самом мјесту је, према процјени из 2010. године, живјело 663 становника. Просјечна густина становништва износи 51 становника/km².